# Darkwarez.pl
Darkwarez.pl – polskie internetowe forum warezowe, funkcjonujące w latach 2006–2018.

## Historia
Założycielem forum był Remigiusz Nosalik, który posługiwał się nickiem qspy. Strona została założona w 2006 roku. Forum umożliwiało wymianę i korzystanie z linków służących do m.in. nielegalnego pobierania programów, gier, filmów i muzyki. Na forum możliwy był zakup konta premium.
W 2015 roku na stronie Departamentu Stanu Stanów Zjednoczonych umieszczono raport 2015 Investment Climate Statement, według którego darkwarez.pl był wówczas czołową polską stroną naruszającą prawa intelektualne. W grudniu 2016 roku raport biura prezydenta Baracka Obamy 2016 Out-of-Cycle Review of Notorious Markets umieścił forum na liście stron zagrażających przemysłowi gier komputerowych, kwalifikując je na liście priorytetowej.
Od 2016 roku na wniosek właściciela przedsiębiorstwa działającego w branży pornograficznej toczyło się przeciwko Nosalikowi postępowanie przed sądem. W 2019 roku za pomocnictwo przy naruszaniu praw autorskich oskarżony został skazany na karę grzywny. Wcześniej, w związku z toczącym się postępowaniem, 13 sierpnia 2018 roku forum wraz z powiązanym serwisem hostingowym catshare.net zostało zamknięte. Przed zamknięciem strony było na niej zarejestrowanych około dwa i pół miliona użytkowników.